# Stolidosoma inornatum
Stolidosoma inornatum är en tvåvingeart som beskrevs av Robinson 1967. Stolidosoma inornatum ingår i släktet Stolidosoma och familjen styltflugor.
Artens utbredningsområde är Costa Rica. Inga underarter finns listade i Catalogue of Life.